# Ochrus chapadense
Ochrus chapadense är en skalbaggsart som beskrevs av Dilma Solange Napp och Martins 1982. Ochrus chapadense ingår i släktet Ochrus och familjen långhorningar. Inga underarter finns listade i Catalogue of Life.